# Championnats du monde juniors de ski alpin 1993
Navigation
Édition précédente Édition suivante
Les Championnats du monde juniors de ski alpin 1993 sont la douzième édition des Championnats du monde juniors de ski alpin. Ils se déroulent du 2 au 7 mars 1993 à Montecampione et Colere, en Italie. L'édition doit comporter dix épreuves : descente, super G, slalom géant, slalom et combiné dans les catégories féminine et masculine. Mais la descente féminine est finalement annulée. De plus les combinés ne sont pas des courses supplémentaires mais la combinaison des résultats des descentes, slaloms géants et slaloms. Avec huit médailles dont quatre titres, l'Italie est (à domicile) la nation avec le meilleur bilan, devant la France et l'Autriche. Côté performances individuelles, l'Italienne Morena Gallizio. et le Français Gaëtan Llorach se distinguent avec trois médailles dont deux titres chacun.

## Tableau des médailles
| Rang  | Nation     | Or | Argent | Bronze | Total |
| ----- | ---------- | -- | ------ | ------ | ----- |
| 1     | Italie     | 4  | 2      | 2      | 8     |
| 2     | France     | 2  | 1      | 1      | 4     |
| 3     | Autriche   | 1  | 3      | 3      | 7     |
| 4     | Suisse     | 1  | 1      | 0      | 2     |
| 5     | États-Unis | 1  | 0      | 0      | 1     |
| 6     | Japon      | 0  | 2      | 1      | 3     |
| 7     | Canada     | 0  | 0      | 1      | 1     |
| 7     | Slovénie   | 0  | 0      | 1      | 1     |
| Total | Total      | 9  | 9      | 9      | 27    |

## Podiums

### Hommes
| Épreuves                 | Or                        | Argent                      | Bronze                            |
| ------------------------ | ------------------------- | --------------------------- | --------------------------------- |
| Super G 2 mars 1993      | Massimiliano Iezza Italie | Maurizio Feller (it) Italie | Josef Strobl Autriche             |
| Descente 4 mars 1993     | Gaëtan Llorach France     | Josef Strobl Autriche       | Massimiliano Iezza Italie         |
| Slalom géant 5 mars 1993 | Josef Strobl Autriche     | Joji Kawaguchi Japon        | Frédéric Marin-Cudraz (it) France |
| Slalom 6 mars 1993       | Chip Knight États-Unis    | Gaëtan Llorach France       | Joji Kawaguchi Japon              |
| Combiné, 7 mars 1993     | Gaëtan Llorach France     | Joji Kawaguchi Japon        | Josef Strobl Autriche             |

### Femmes
| Épreuves                 | Or                     | Argent                          | Bronze                            |
| ------------------------ | ---------------------- | ------------------------------- | --------------------------------- |
| Descente mars 1993       | Épreuve annulée        | Épreuve annulée                 | Épreuve annulée                   |
| Slalom 4 mars 1993       | Morena Gallizio Italie | Renate Götschl Autriche         | Urška Hrovat Slovénie             |
| Super G 5 mars 1993      | Isolde Kostner Italie  | Madlen Summermatter (it) Suisse | Alessandra Merlin Italie          |
| Slalom géant 7 mars 1993 | Karin Roten Suisse     | Morena Gallizio Italie          | Christiane Mitterwallner Autriche |
| Combiné, 7 mars 1993     | Morena Gallizio Italie | Barbara Raggl (it) Autriche     | Mélanie Turgeon Canada            |